# SE-AZB

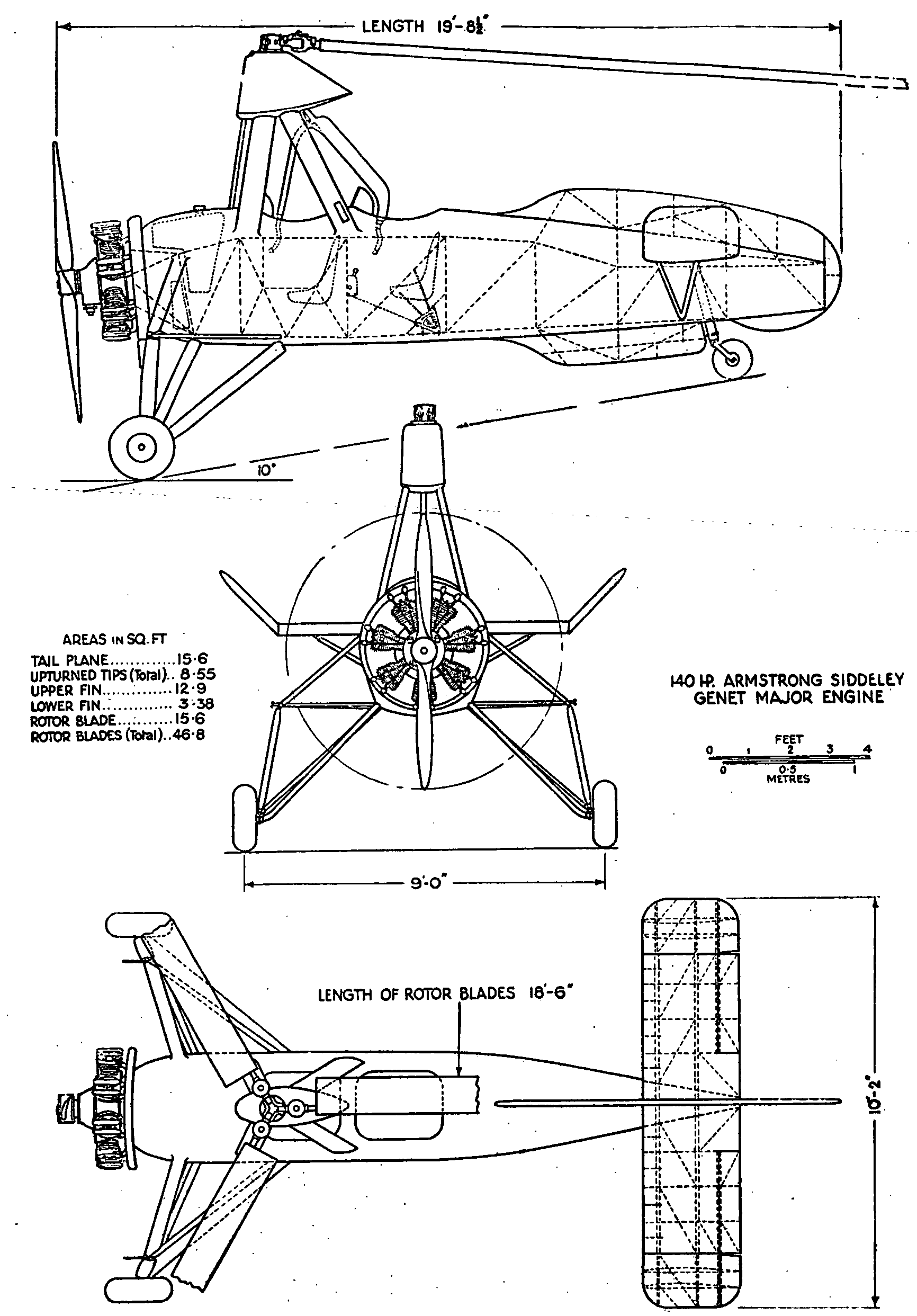
Ritning.

SE-AZB var en autogiro av modell Cierva C.30, också benämnd Avro 740 Rota. Flygplanet tillverkades av A.V. Roe & Co. (Avro) i Manchester i Storbritannien på licens av Cierva Autogiro Company.
Autogiron levererades i augusti 1934 till Royal Air Force School of Army Co-operation och fick nr K4432. Den såldes i maj 1939 till ett privat företag, men rekvirerades till Royal Air Force efter andra världskrigets utbrott. Från februari 1941 användes autogiron för kalibrering av flygvapnets radarstationer utefter kusten, så småningom inom det för ändamålet uppsatta förbandet No. 529 Squadron RAF.
Via Cierva Autogiro Company i Southampton såldes flygplanet efter kriget till Rolf von Bahrs AB Helikopterflyg i juli 1946 och blev autogiro nr 6 i Rolf von Bahrs serie av autogiror. Det såldes i september 1949 till Örebro Bil- och Flygklubb i icke flygvärdigt skick, ursprungligen avsedd som reservdelsmaskin. Den sattes dock i flygvärdigt skick 1952 och blev den av flygklubbens autogiror som användes under längst tid. Den såldes slutligen tillbaka till Rolf von Bahr 1960 i samband med klubbens avveckling av autogiror.
År 1967 användes autogiron för testflygningar för Saab AB och förrådsställdes därefter. SE-AZB såldes 1977 av Rolf von Bahr till Royal Air Forces flygmuseum för 15.000 US dollar. Flygmaskinen restaurerades till förkrigsutseende, återfick sitt tidigare nummer K4232 och ställdes ut på Royal Air Force Museum London på Hendon Aerodrome i Edgware i London.